# Ducado de Castro
El ducado de Castro fue un feudo situado en la Italia central, que existió como estado independiente bajo los Farnesio entre 1537 y 1649. Comprendía una pequeña cara territorial en la actual región del Lacio.

## Creación
El ducado de Castro fue instituido por el papa Paulo III Farnesio (1534-1549), con la bula Videlicet immeriti del 31 de octubre de 1537, en favor de su hijo Pedro Luis Farnesio y de su primogenitura masculina. El ducado tuvo una existencia breve, poco más de 110 años y fue eclipsado por los dominios parmesanos de los Farnesio.
Castro, una pequeña ciudad situada sobre una peña en las cercanías del río Fiora, era la capital y la residencia del duque.

## Fronteras
El ducado de Castro se extendía desde el mar Tirreno al lago de Bolsena, aquella franja de tierra delimitaba con el río Marta y por el río Fiora, remontando hasta el afluente Olpeta y el lago de Mezzano, en el cual el Olpeta desembocaba. Se había anexionado el ducado de Latera y el condado de Ronciglione.

## Los orígenes
Para consolidar los dominios de su familia y favorecer a su hijo Pedro Luis, en 1537, el papa Paulo III instituyó el ducado de Castro que comprendía los siguientes centros: Castro, Montalto, Musignano, Ponte della Badia, Canino, Cellere, Pianiano, Arlena, Tessennano, Piansano, Valentano, Ischia, Gradoli, Grotte, Borghetto, Bisenzio, Capodimonte, Marta, las islas Bisentina y Martana (ambas situadas en el lago de Bolsano), Ronciglione, Caprarola, Nepi, Carbognano, Fabrica di Roma, Canepina, Vallerano, Vignanello, Corchiano y Castel Sant'Elia.
Como capital del nuevo ducado fue elegida Castro que, en 1527, había sufrido un gran saqueo por parte de Alejandro Farnesio, futuro Paulo III, que la había hecho ocupar suscitando las iras del papa Clemente VII. Castro devolvió la elección de los Farnesio colocando sobre su propio escudo, constituido por un león rampante, tres lirios azules y el mote "Castrum Civitas Fidelis". Los Farnesio, ayudados por Antonio da Sangallo el Joven, reconstruyeron completamente la ciudad de Castro, adecuadamente fortificada y dotada de una zeca propia.
Después de la creación del ducado de Parma y Piacenza en 1545, los Farnesio se dividieron por un decenio entre el viejo y el nuevo ducado, comenzando, sin embargo, siempre en mayor medida orbitaron en torno al nuevo. Convertido en duque de Parma, Pedro Luis cedió Castro a su hijo Octavio Farnesio, que a su vez, después de la trágica muerte de Pedro Luis, cedió Castro a su hermano Horacio, muerto Horacio sin hijos, el ducado de Castro pasó de nuevo a Octavio.
A la muerte de Octavio, el ducado pasó a su hijo Alejandro Farnesio, que no se hizo ver nunca en su territorio porque prefirió combatir y forjarse una fama en el norte de Europa. 
El declive del ducado se inició con Ranuccio I Farnesio, hijo de Alejandro, que heredó una situación deficitaria bastante grave. Si sucesor, Odoardo I Farnesio, no trató de mejorar la situación, e incluso, en una situación poco acertada declaró la guerra a España, sin ni siquiera advertir al pontífice Urbano VIII, que consiguió, no obstante resolver la situación a través de la diplomacia. Sin embargo, los intereses ligados a la importancia estratégica del ducado en el interior de los Estados Pontificios llevaron rápidamente a un giro por parte de Roma en sus relaciones con los Farnesio.

## La primera guerra de Castro
Las causas de la primera guerra de Castro pueden encontrarse en la política expansionista de la familia Barberini, que se encontró en su camino a Odoardo I Farnesio. Tomando como pretexto la posición del ducado de Castro, creado sobre los territorios del Patrimonio de San Pedro en Tuscia, Urbano VIII, junto a sus dos sobrinos, el cardenal Francesco Barberini y el cardenal Antonio Barberini, maduró la decisión de espoliar a los Farnesios de los privilegios y dominios que la familia gozaba ya desde algunos siglos.
Después de haber tratado de hacerse vender el ducado, los dos hermanos trataron de buscar otros medios para poner en dificultades a Odoardo. En 1639 los banqueros Siri y Sacchetti y el prefecto de Roma, el sobrino del papa Taddeo Barberini, denunciaron las concesiones provenientes de Castro, lamentándose de la reducción de precio del grano y negando a Odoardo el dinero pactado, haciéndole encontrarse en una situación más bien delicada: los prestamistas, que le habían concedido fondos haciendo negocio sobre las futuras rentas del ducado, reclamaron su dinero.
Para agravar aún más la situación del duque contribuyeron dos decretos del camarlengo, el cardenal Antonio Barnerini, que prohibía la extracción de trigo, privilegio reservado desde siempre a la Santa Sede, y ordenaba la construcción de una carretera de Sutri a Roma para absorber todo el tráfico que precedentemente pasaba por Ronciglione. No obstante las tentativas de Odoardo de superar estas dificultades, los Barberini no cedieron en sus propósitos, y tomando como pretexto el posible derrumbe de los llamados Monti Farnesiani y para garantizar a los prestamistas del duque hasta la ocupación del ducado y el sucesivo secuestro de bienes de los Farnesio en el Estado Pontificio. La ocupación del ducado de Castro por las tropas pontificias comenzó el 27 de septiembre de 1641. Como respuesta, las tropas de los Farnesio entraron en el Estado de la Iglesia, llegando a capturar la ciudad de Acquapendente y haciendo temer al papa un nuevo saco de Roma.
La primera parte de la guerra concluyó con el intento de alcanzar una paz en Castel Giorgio, que llevaron a la retirada de las fuerzas farnesianas. Desgraciadamente las negociaciones fracasaron el 26 de octubre de 1642 por lo cual Odoardo vio que su retirada de los territorios pontificios había sido en vano, con toda ventaja para los Barberini que pudieron reorganizar las propias defensas.
Después de varios intentos para reconquistar Castro a través de varias expediciones militares vía tierra y mar, se llegó a la segunda fase del conflicto: se firmó una liga entre el Gran Ducado de Toscana, la República de Venecia y el ducado de Módena, que, preocupados por la política expansionista de los Barberini, pretendían devolver a sus legítimos propietarios el ducado, que hasta ese entonces solo habían apoyado moralmente a Odoardo, entraron en el conflicto a comienzos de 1643. La primera guerra de Castro terminó con el tratado de Roma de 31 de marzo, que gracia a la ayuda diplomática francesa, restituía el ducado a los Farnesios y los reconciliaba con la Santa Sede.

## La Segunda Guerra de Castro
A la muerte de Odoardo (1646), al que sucedió su hijo Ranuccio II Farnesio, y quien aparte de las deudas, heredó también los problemas derivados de la guerra apenas terminada. Mientras estaban en curso las negociaciones entre el ducado y el papado para el nombramiento de un nuevo obispo, el papa Urbano VIII moría. Éste fue sucedido por Giovan Battista Panphilij, con el nombre de Inocencio X (1644-1655). La familia del pontífice era la que tenía más préstamos para con los Farnesio.
El 17 de abril de 1648 el papa, sin consultar a Ranuccio, nombró obispo de Castro a monseñor Cristoforo Giarda. Ranuccio le prohibió el ingreso en la ciudad hasta un "acomodamiento" con Roma. Pasó casi un año y ni siquiera la correspondencia epistolar consiguió desbloquear la situación. Por este motivo el pontífice al obispo de tomar posesión de su diócesis. El 18 de marzo de 1649, de camino de Roma a Castro, cerca de Monterosi, fue víctima de una emboscada y asesinado por Ranuccio Zambini de Gradoli y Domenico Cocchi de Valentano. Inocencio X atribuyó inmediatamente la responsabilidad a Ranuccio, ordenando al gobernador de Viterbo, Giulio Spinola, iniciar un proceso para depurar responsabilidades: de aquí la decisión de atacar el ducado.
A pesar de los esfuerzos de Ranuccio, Castro capituló el 2 de septiembre de 1649 y, ocho meses después ordenó su total demolición: fueron echados abajo todos los edificios, incluidos la iglesia principal, la zeca,...El duque Ranuccio, imposibilitado a hacer frente a sus deudas tuvo que aceptar impotente la pérdida del ducado.

## La demolición
A inicios de 1985, el historiador Romualdo Luzi publicó en la prestigiosa revista Barnabiti Studi el inédito "Giornale dell'Assedio, presa e demolizione di Castro (1649) dopo l'assassinio del Vescovo barnabita Mons. Cristoforo Giarda."
El manuscrito completaba con informaciones preciosas y con toda evidencia de primera mano, las noticias a menudo ocultadas relativas a aquel terrible año para la Maremma lacial. La crónica que se inicia el 1 de junio y termina el 3 de diciembre, toma nota detallada de la demolición, acaecida "facendo inventario" y llevando a Civitavecchia "l'artiglieria et ogni altra monitione di Castro"; "si conobbe poi anco in Roma che la demolitione era opera maggiore di quella che i Consultori di figuravano".

## Duques de  Castro

### Duques de CastroFarnesio(1537 - 1649)
| N° | Título | Nombre      | Inicio                   | Finalización             | Consorte                                                 |
| 1  | Duque  | Pedro Luis  | 14 de marzo de 1537      | 23 de septiembre de 1545 | Girolama Orsini                                          |
| 2  | Duque  | Octavio     | 23 de septiembre de 1545 | 10 de septiembre de 1547 | Margarita de Austria y de Parma                          |
| 3  | Duque  | Horacio     | 10 de septiembre de 1547 | 18 de julio de 1553      | Diana de Valois-Angulema                                 |
| -  | Duque  | Octavio     | 18 de julio de 1553      | 18 de septiembre de 1586 | Margarita de Austria y de Parma                          |
| 4  | Duque  | Alejandro   | 18 de septiembre de 1586 | 3 de diciembre de 1592   | María de Avis de Guimarães                               |
| 5  | Duque  | Ranuccio I  | 3 de diciembre de 1592   | 5 de marzo de 1622       | Margarita Aldobrandini                                   |
| 6  | Duque  | Eduardo I   | 5 de marzo de 1622       | 11 de septiembre de 1646 | Margarita de Medici                                      |
| 7  | Duque  | Ranuccio II | 11 de septiembre de 1646 | 19 de diciembre de 1649  | Margarita Yolanda de Saboya Isabel de Este María de Este |

## Aquí estuvo Castro
El Memoriale mandato dall'Em. Card. Barberini alla Santità di N.S. Papa Innocenzo X hacía mención a la siguiente inscripción: "vi fu seminato il sale e alzata una pirámide che dice «Qui fu Castro»".
En realidad, no se encontraron nunca referencias a tal inscripción. La única obra cercana a las ruinas de Castro es el Santuario del Crocifisso.